# Писарро, Висенте
Висенте Томас Писарро Дуркудой (исп. Vicente Tomás Pizarro Durcudoy; 5 ноября 2002, Витакура, Чили) — чилийский футболист, полузащитник клуба «Коло-Коло» и сборной Чили.

## Клубная карьера
Писарро — воспитанник клуба «Коло-Коло». 2 мая 2021 года в матче против «Ньюбленсе» он дебютировал в чилийской Примере. В своём дебютном сезоне Писарро помог клубу завоевать Кубок Чили.

## Международная карьера
В 2019 году в составе юношеской сборной Чили Писарро принял участие в юношеском чемпионате Южной Америки в Перу. На турнире он сыграл в матчах против команд Венесуэлы, Аргентины, Уругвая, Боливии, Парагвая, а также дважды Перу и Эквадора.
В 2019 году в составе юношеской сборной Чили Писарро принял участие в юношеском чемпионате мира в Бразилии. На турнире он сыграл в матчах против команд Франции, Гаити, Южной Кореи и Бразилии.
В 2023 году в составе олимпийской сборной Чили Писарро принял участие в домашних Панамериканских играх. На турнире он сыграл в матчах против команд Мексики, Уругвая, Доминиканской Республики, США и Бразилии.
22 ноября 2023 года в отборочном матче чемпионата мира 2026 против сборной Эквадора Кортес дебютировал за сборную Чили.

## Достижения
Клубные
 «Коло-Коло»
- Обладатель Кубка Чили (1) — 2021